# Стойкий оловянный солдатик
«Сто́йкий оловя́нный солда́тик» (дат. Den standhaftige tinsoldat) — сказка датского писателя Х. К. Андерсена, включённая в авторский сборник «Сказки, рассказанные детям». Сказка приобрела популярность во многих странах мира.
Это первая из сказок Андерсена, не берущая за основу народный сюжет или литературную модель.

## Сюжет
Мальчику дарят на день рождения набор из двадцати пяти солдатиков. Один из солдатиков отличается от собратьев фабричным дефектом: его отливали последним, и олова не хватило, из-за чего солдатик получился одноногим. Но это ему нисколько не мешает. Ночью игрушки оживают и начинают жить своей жизнью. Солдатик находит любовь — прекрасную бумажную танцовщицу. Внезапно из табакерки появляется злой тролль, который говорит: «Оловянный солдатик, нечего тебе заглядываться!» Разозлившись, что солдат его игнорирует, тролль грозит, что разберётся с ним. Наутро солдатика ставят на подокнонник, тут окно внезапно распахивается, и солдатик падает.
Начинается ливень. Повсюду бегут потоки дождевой воды. Солдатика находят двое уличных мальчишек, они помещают его на самодельный бумажный кораблик, который пускают в водосточную канаву. По пути он встречает водяную крысу, требующую от него предъявить паспорт. Когда вода из канавки устремляется в канал, кораблик тонет, а солдатика глотает рыба. Потом эта рыба становится уловом рыбака, ее продают на рынке, после чего она оказывается на кухне дома, где живет мальчик — хозяин игрушки. Рыбу разрезают и находят внутри оловянного солдатика. Его возвращают в детскую, где играют те же ребятишки. Он снова стоит на столе вместе с другими игрушками, снова видит прекрасную танцовщицу, стоящую на одной ножке, подняв другую высоко в воздух, ведь она тоже была стойкой. Они молча смотрят друг на друга. Вдруг один из малышей, схватив солдатика, ни с того ни с сего бросает его в пламя, горящее в камине. Внезапный порыв ветра, подхватив танцовщицу, уносит её туда же, и она, вспыхнув, сгорает, а солдатик плавится, став просто кусочком олова — но в форме сердца.

## Интересный факт
Интересный сюжетный приём: за всё время повествования главные герои — солдатик и танцовщица — не произносят ни единого слова и не делают самостоятельно ни одного движения.
«Стойкий оловянный солдатик» — первая сказка из написанных Андерсеном, не имеющая ни литературного образца, ни источника в виде народной сказки. Это знаменует собой новую независимость в творчестве писателя  и является зенитом его воспоминаний о детском мире девятнадцатого века с его игрушечными танцорами, замками и лебедями.

## Публикации
Сказка была впервые опубликована в Копенгагене (Дания) издательством CA Reitzel 2 октября 1838 года в сборнике «Сказки, рассказанные для детей. Первая коллекция. Первый буклет» (англ. Fairy Tales Told for Children. First Collection. First Booklet). Кроме того, в буклет включены сказки «Маргаритка» и «Дикие лебеди». Сказка была переиздана в сборниках произведений Андерсена сначала 18 декабря 1849 года в «Сказках», а затем 15 декабря 1862 года в первом томе «Сказки и рассказы».

## Экранизации

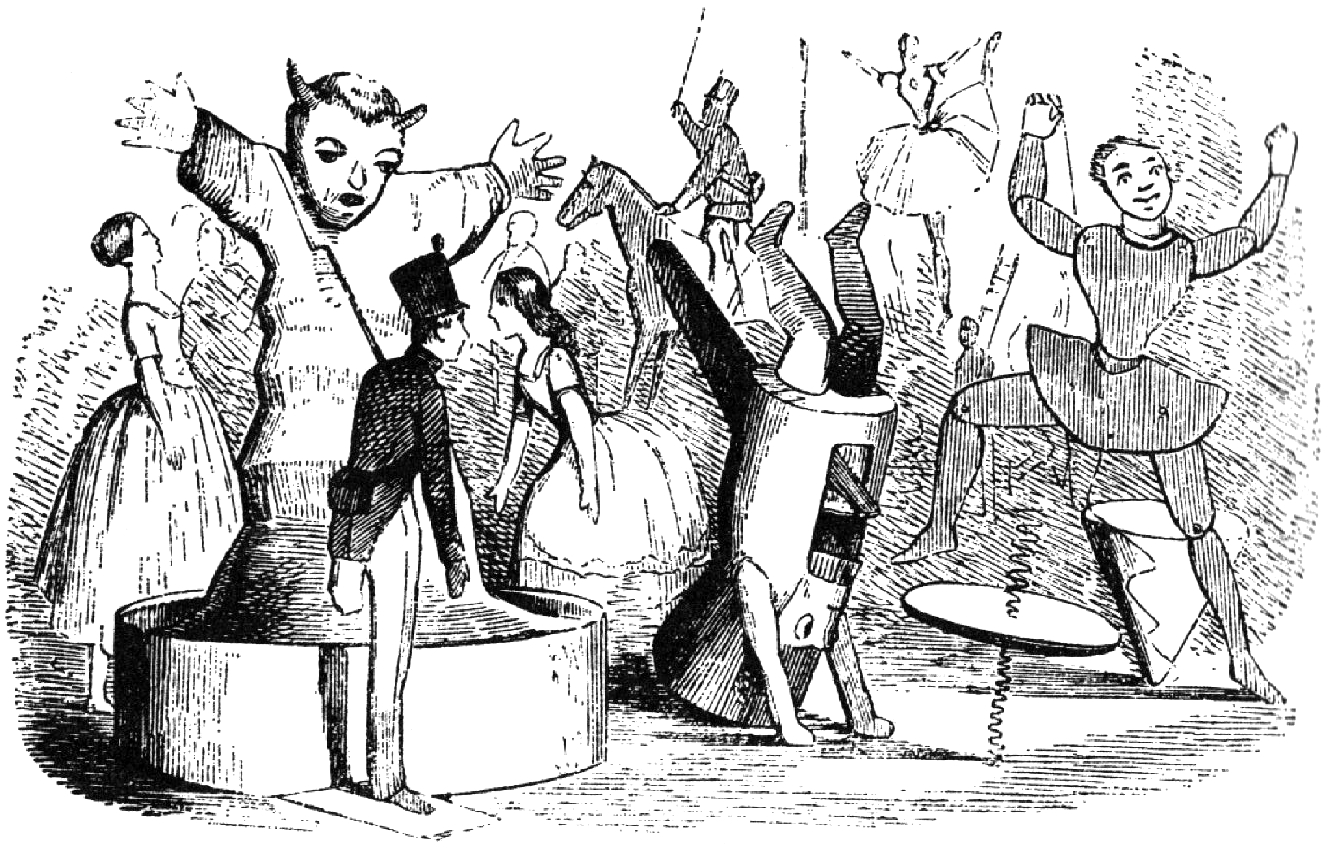
Иллюстрация Вильгельма Педерсена, первого иллюстратора Андерсена (1850 г.)

Первую экранизацию в 1934 году снял Аб Айверкс, заменив тролля игрушечным королём, который хотел забрать балерину себе. Мультфильм кончается на позитивной ноте.
Впоследствии тролля не было ни в одной американской экранизации — его заменяли игрушечным клоуном из музыкального ящика.
Знаменитый французский мультипликатор Поль Гримо совместно с Жаком Превером в 1947 году снял мультфильм, где заменил солдатика акробатом. В 1976 году вышла советская экранизация. В 2000 году в мультфильме Фантазия 2000 присутствовал хэппи-энд. В 2002 году в серии мультфильмов «Сказки Андерсена» вышла вольная экранизация сказки.